# Ананиндеуа
Ананиндеуа (порт. Ananindeua) град је у Бразилу у савезној држави Пара. Према процени из 2007. у граду је живело 484.278 становника.

## Становништво
Према процени из 2007. у граду је живело 484.278 становника.
| 1991.  | 2000.   |
| ------ | ------- |
| 88,151 | 393,569 |